# 伊藤亜斗武
伊藤 亜斗武（いとう あとむ、1987年〈昭和62年〉10月5日 - ）は、日本の俳優。埼玉県所沢市出身、アルファセレクション所属。

## 来歴
- 埼玉県所沢市出身。埼玉栄高等学校卒業。
- 高校卒業までは野球一筋の生活を送っていた。高校3年の夏、第87回全国高等学校野球選手権大会・埼玉大会準決勝で優勝候補の浦和学院に勝利するも、決勝の春日部共栄戦、最終回2死の時点で4対1のリードと甲子園を目前にするが、春日部共栄の主将・靍岡賢二郎からはじまる逆転劇で甲子園を逃した。ポジションは投手だが、エースは1学年下の後輩で現在は埼玉西武ライオンズ、北海道日本ハムファイターズでプレーし育成担当兼人財開発担当を務める木村文紀、1学年上には、横浜DeNAベイスターズと阪神タイガースでプレーし、現在は阪神タイガースコーチを務める山崎憲晴がいる。
- 2007年からの音楽活動を経て、2010年に俳優として舞台デビュー。
- 2013年、劇団「ゲキバカ」に入団し、2018年退団。
- BRUTUS（〜2020年7月）を経て、2021年11月、アルファセレクション所属

## 人物
- 2020年6月結婚、2021年に第一子の出産報告があったが、配偶者などの詳細は一切公開されていない[1]。

## 出演

### 映画
- 「七つの会議」（監督：福澤克雄／2018年、東宝）- 東京建電 営業社員
- 「沈黙のパレード」（監督：西谷弘／2022年、東宝）- パレードスタッフ
- 「二十歳に還りたい。」（監督：赤羽博／2023年）- 見合い男性[2]
- 「お前の罪を自白しろ」（監督：水田伸生／2023年、松竹）- 捜査員[3]
- 「ゴジラ-1.0」（監督 脚本 VFX：山崎貴／2023年、東宝）- 東洋バルーン係員[4]
- 「十一人の賊軍」（監督：白石和彌／2024年、東映）- 官軍兵[5]
- 「Broken Rage」（監督：北野武／2025年、Amazon Prime Video）- バーテンダー[6]

### ドラマ
NHK
- 「青天を衝け」第17話（NHK／大河ドラマ／演出：田中健二／2021年）- 長州兵
- 「しずかちゃんとパパ」第1話（NHK BS／演出：松原浩／2022年）- ファミレス男性客
- 「ちむどんどん」第42話（NHK連続テレビ小説／演出：大野陽平／2022年）- サラリーマン

日本テレビ
- 「大病院占拠」第6話 - 第8話（日本テレビ／演出：茂山佳則・西村了・大谷太郎／2023年）- SIS隊員
- 「厨房のありす」第３話（日本テレビ／演出：鈴木勇馬／2024年） - 西村

TBS
- 「監獄のお姫さま」第5話（TBS／演出：渡瀬暁彦／2017年）- 彼氏
- 「下町ロケット」第2話（TBS／演出：福澤克雄／2018年）- 中野
- 「集団左遷!!」第3話（TBS／演出：田中健太／2019年）- ホスト

フジテレビ
- 「ナンバMG5」第1話（フジテレビ／演出：本広克行／2022年）- 高校生
- 「競争の番人」第4話・第5話（フジテレビ／演出：森脇智延／2022年）- 社員
- 「転職の魔王様」 第3話（関西テレビ・フジテレビ／演出：丸谷俊平／2023年） - 小野寺颯太

テレビ東京
- 「Qrosの女 スクープという名の狂気」第3話（2024年10月21日） - 松五郎の弟子 役[7]

### 配信ドラマ
NETFLIX
- 「さよならのつづき」（監督：黒崎博／2024年） - 佐藤智也 役[8]

WOWOW
- 「TOKYO VICE Season2」エピソード5（ハリウッド共同制作オリジナルドラマ／演出：福永壮志／2024年）- 父親[9]

Hulu
- 「THE重大事件vol.2〜サリンを造った男 土谷正実〜」（2022年）- 伊藤友規
- 「君と世界が終わる日に season5」第4話（huluオリジナル／演出：菅原伸太郎／2024年） - 教師[10]

U-NEXT
- 「CONNECT 覇者への道」第1話（U-NEXT／演出：藤原健一／2024年） - 神崎誠[11]

### CM
- JT「Japan,TOKYO」（2013年）
- ヘラスリム（2016年）
- Microsoft「MS交代」（2017年）
- ノジマ「Chrome Enterprise」（2018年）
- 八景島シーパラダイス「Mystical Island 2018」[12]（2018年）
- IBM「Bistro Z」（2018年）
- 河口湖旅館うぶや ブランドムービー（2019年）
- NTTビズリンク「Smart翻訳」（2019年）
- アサヒ ニッカウヰスキー「好きに飲むのがいちばん楽しい」（2020年）
- UR賃貸住宅×無印良品「オンもオフも、楽しむ暮らし」（2020年）
- VINDA「うちじゅう、小さな大活躍！」（2021年）
- 薬用せっけんミューズ「誰かを思う、その手のために」（2021年）
- くらしのマーケット（2021年）
- 読売新聞「読みたくなる連載」（2021年）
- ソニー損保「火災保険とわたし」（2021年）
- 眼鏡市場「ストレスフリー遠近」（2022年）
- 明治ブルガリアヨーグルト脂肪0 低糖・低カロリー（2022年）
- 三井住友カード「stera pack」（2022年）
- 一建設「いい人生にちょうどいい家を」（2022年）
- 永谷園「だしごこち」（2022年）
- 三菱電機「しあわせをシェアしよう。」（2022年）[13]
- オービックビジネスコンサルタント「奉行V ERPクラウド」（2022年）
- アンリツ「自分を超えていけ、開発エンジニア篇」（2023年）
- ファミリーマート「ファミマル冷し麺」（2023年）
- キリンビール「本麒麟」（2023年〜）[14][15]
- セレブリックス「YEALE」（2023年）[16]
- ライオン「クリニカPRO」（2023年）
- エバラ「スチームベジ」[17]（2024年）
- 全国LPガス協会「いつでも、どこでも、もっと広がるLPガス」（2024年）[18]
- タカラトミー「うまれて！ウーモアライブ」（2024年）[19]
- 四谷学院高等学校（2024年）[20]
- NTTドコモ「dポイント ポイ活劇場」（2024年）
- 野村アセットマネジメント「クイズ！正解は野村のDC」（2025年）[21]

### MV
- SEX MACHINEGUNS「BURNING FIRE」（2018年）

### ナレーション
- アシストエンジニアリング 2019年CM春夏ver（2019年）

### YouTube
- IDC大塚家具YouTube インテリア本音バラエティ「ハピなびStyle」（2019年）[22]
- NOBROCK TV（2024）[23][24]

### 舞台
2010年
- 「悪名高き治助の恋」（萬劇場）

2011年
- 「ごんべい」（吉祥寺シアター）
- 「B4 paper books 2」（サンモールスタジオ）
- 「無重力金魚 ～2061年、星降る繊維が宇宙への架け橋～」（日暮里d-倉庫）

2012年
- 「dogma／黒髪と魚の足とプレシオサウルス」（サンモールスタジオ）
- 「纏若衆～木遣り唄～」（シアターグリーンBASE THEATER）
- 「Knight of the Peach」（サンモールスタジオ）

2013年
- 「ファミリーナ」（下北沢OFF OFFシアター）
- 「FOUR ROSES」（東京芸術劇場シアターウエスト）
- 「崩れゆくものたち」（阿佐ヶ谷アルシェ）
- 「ノブナガ・ザ・フール 乱の鼓動」（NEW PIER HALL）
- 「我夜」（Theater 間）

2014年
- 「男の60分」（東京：王子小劇場／大阪：世界館）
- 「ノブナガ・ザ・フール 乱の恋人」[25]（TOKYO DOME CITY HALL）
- 「ゲキバカ・ザ・ワールド」（大阪：ABCホール）
- 「ありがとう／いただきます」（大阪：世界館）
- 「彩×mono×語」（大阪： フラミンゴ・ジ・アルーシャ）
- 「男の60分」（愛知：アートピアホール）
- 「0号」（東京：東京芸術劇場シアターウエスト／大阪：ABCホール）
- 「ニューシネマパラダイちゅ」（中野HOPE）
- 「ゲキバカ・ディスティニーランド」（シアター風姿花伝）黄金のコメディフェスティバル2014 西田シャトナー賞（個人賞）受賞[26]
- 「ネバーランド」（銀座みゆき館）
- 「男の60分」（上野ストアハウス）[27]

2015年
- 「猫忠臣蔵」（シアターグリーン BOX in BOX THEATER）
- 「Iridescent Clouds」（シアターグリーン BASE THEATER）
- 「イヌジニ」（下北沢OFF OFFシアター）
- 「第十七捕虜収容所」（青年座劇場）[28][29]
- 「浜松城 家康の愛」（浜松城公園 野外特設ステージ）
- 「NBL大作戦」（シアターグリーン BIG TREE THEATER）

2016年
- 「ソドムの紅い月」（大阪：世界館）
- 「ごんべい」（東京：東京芸術劇場シアターウエスト／大阪：梅田HEP HALL）
- 「SMOKI'N LOVERS」（BAR でんでけ）

2017年
- 「独狼 -DOKUROU-」（萬劇場）
- 「Yé -夜-」（東京芸術劇場シアターウエスト）
- 「クリアーズ物語」（シアターグリーンBASE THEATER）
- 「恋文ガール！」（シアターKASSAI）
- 「ドブ恋 8」（千本桜ホール）
- 「いなくなった猫の話」[30]（紀伊国屋ホール）
- 「彦根物語 〜女城主と井伊直政〜」[31]（滋賀：ひこね市文化プラザ エコーホール）
- 「オシャレ紳士と梅棒の“ソラノ/カナタノ/セカイ」 （シアターグリーン BIG TREE THEATER）

2018年
- 「クジラの子らは砂上に歌う」[32]（東京：AiiA 2.5 Theater Tokyo／大阪：サンケイホールブリーゼ）
- 「Kiss Me You 〜がんばったシンプー達へ」（キンケロシアター）
- 「焰の命ー女優の卵がテロリストになった理由」[33]（恵比寿 エコー劇場）
- 「ドン・ペリニョン・デイ」 （テアトルBONBON）

2019年
- 「刑事物語」（高田馬場ラビネスト）
- 「蒼き空には嵐は吹かず」（萬劇場）

2020年
- 「JUST KEEP GOING」（オンライン朗読）
- 「鼻に花びら、耳に雪」（オンライン朗読）

2021年
- 「いと」（無観客配信）
- 「ふたりカオス」（ステージカフェ下北沢亭）